# Funcție iterată
Iterarea unei funcții se referă la compunerea unei funcții matematice cu ea însăși de un număr nelimitat de ori, proces denumit iterare. Acest procedeu este important în diferite domenii ca analiza sistemelor dinamice, fractali.
Fie {\displaystyle X\,} o mulțime și {\displaystyle f:X\rightarrow X} o funcție. 
Definirea iterării unei funcții e {\displaystyle f^{n}\,} ca a {\displaystyle n\,}a iterare a {\displaystyle f\,} ca :
{\displaystyle f^{0}=\operatorname {id} _{X}\,}
și
{\displaystyle f^{n}=f\circ f^{n-1}\,}

## Exemple

### Funcția logistică
- Fie x(n) mărimea populației unei specii la un anumit moment de timp n. Fie μ rata creșterii populației de la o generație la alta. Atunci modelul matematic descrie mărimea populației astfel :

{\displaystyle x(n+1)=\mu x(n),\mu >0\,}
- Dacă populația inițială a fost x(0) = x0, prin iterare putem afla populația la momentul n :

{\displaystyle x(n)=\mu ^{n}x_{0}\,}

## Note

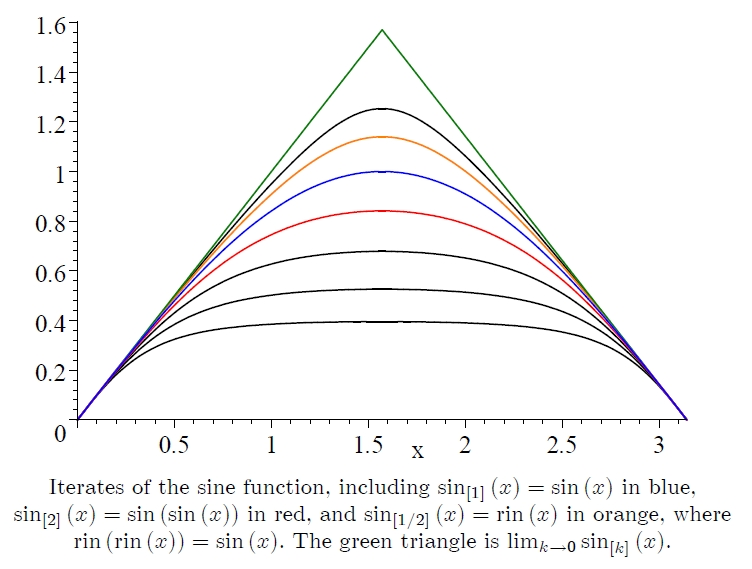